# گمینا لشنووولا
گمینا لشنووولا (به لهستانی:  Gmina Lesznowola) یک گمینا در لهستان است که در شهرستان پیاسچنو واقع شده‌است. گمینا لشنووولا ۶۹٫۱۷ کیلومتر مربع مساحت و ۱۶٬۱۱۳ نفر جمعیت دارد.